# Рибальське селище

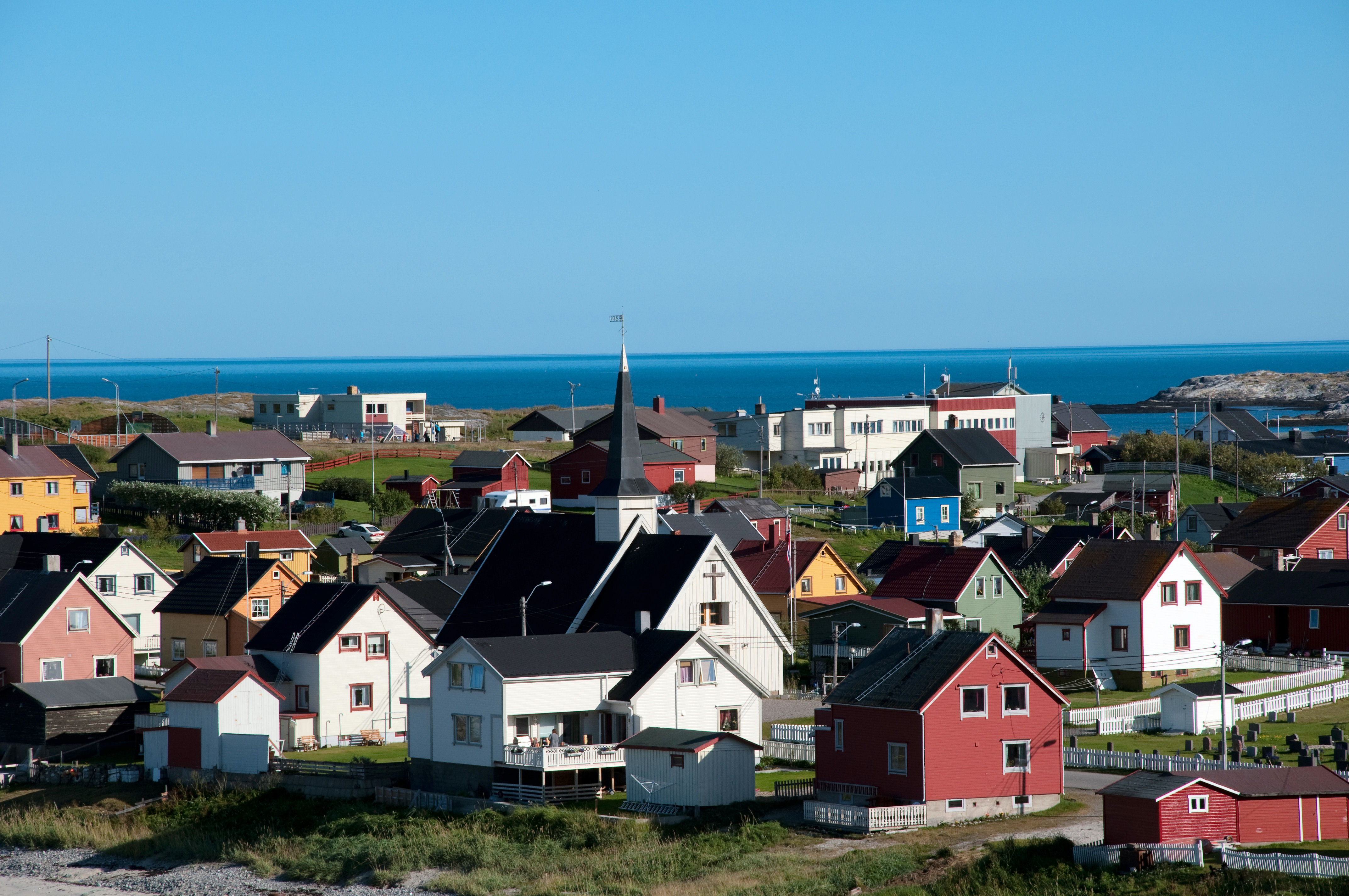
Рибальське селище Бугйойнес у Норвегії

Рибальське селище — невеликий населений пункт, основою господарства якого є рибальство. Його організаційним центром як правило є узбережжя моря, річки або озера, на якому крім житлових будівель зводяться причали з човнами та маяки. Особливості господарства визначають ізольованість такого типу поселення. Великі селища можуть мати статус містечка, однак їх все одно вирізняє традиційний побут. Перші подібні поселення з'явилися в епоху неоліту і є найстарішим типом населених пунктів.
Рибальські селища можуть виростати до курортів (Геннінгсвер) або ж міст (Копенгаген, Нячанг).